# Gobernación de Dalmacia
La Gobernación de Dalmacia (en italiano: Governatorato di Dalmazia) era un territorio anexionado al Reino de Italia en abril de 1941, luego de la conquista de Dalmacia por parte de las tropas italianas al mando del general Vittorio Ambrosio durante la Segunda Guerra Mundial.

## Territorio
Estaba constituida por tres provincias: Zara (Zadar), Spalato (Split) y Cattaro (Kotor). Zara era el centro administrativo. El territorio incluía las tierras que se habían prometido a Italia en el Tratado de Londres de 1915, tratado que no fue cumplido en 1918 y cuyo incumplimiento era considerado una de las causas de la toma del poder del fascismo mussoliniano (para «vengarlo»).
Desde el otoño 1941 fueron anexadas (aunque no oficialmente a causa de la oposición de los croatas fascistas) también las islas Pago (Pag), Brazza (Brac) y Lesina (Hvar). 
| Zara                                                                                      | 3179 | 211 900 |
| Spalato                                                                                   | 975  | 128 400 |
| Cattaro                                                                                   | 547  | 39 800  |
| Total                                                                                     | 4701 | 380 100 |
| Fuente: Davide Rodogno Il nuovo ordine mediterráneo, ed. Bollati Boringhieri, Torino 2003 |      |         |

## Historia
Yugoslavia, en abril de 1941, fue conquistada y ocupada por Italia, Alemania, Hungría y Bulgaria. Casi toda la costa de Dalmacia, con las principales ciudades (Spalato y Sebenico), fue anexada a Italia con el nombre de Governatorato di Dalmazia (Gobernación de Dalmacia). Una pequeña parte de Dalmacia en torno a Ragusa/Dubrovnik pasó a la Croacia fascista de Ante Pavelić.
A finales de 1941 empezó una terrible guerra civil entre fascistas croatas, comunistas de Tito y musulmanes/ortodoxos de etnia serbia. Las tropas italianas en el verano 1942 se vieron envueltas en Dalmacia (italiana y croata) en una cruel guerra civil con muchas masacres de población civil.
Mussolini propuso incluir en el Reino de Italia en otoño 1942 toda Dalmacia (es decir, incluyendo Ragusa y algunas otras áreas interiores de la región) para calmar la guerra civil entre eslavos (fascistas y comunistas) alejando las tropas de Pavelić.
En esta manera el Duce deseaba también completar el proceso de unificación a Italia de todas las regiones con población italiana del mar Adriático. En efecto, en 1942, en la gobernación de Dalmacia había más de cincuenta mil dálmatas italianos y veintiún mil de ellos se concentraban en la capital, Zara.

Faltando en Dalmacia un sistema organizado de sanidad, aparte de algunos hospitales, el gobierno italiano favoreció la activación de un sistema de asistencia obstétrica y sanitaria muy eficiente. También se iniciaron obras para mejorar la viabilidad y los puertos de Sebenico y Spalato, y nuevos acueductos para las islas pequeñas. (Mancando in Dalmazia una sistematica organizzazione igienico-sanitaria, a parte qualche ospedale e ufficio d’igiene, il governo italiano vi favorì l’attivazione di un sistema di condotte mediche e ostetriche molto efficiente.Furono altresì avviati nuovi lavori per migliorare la rete stradale, le strutture portuali di Sebenico e Spalato e la realizzazione di nuovi acquedotti nelle isole minori).

Inicialmente la población eslava aceptó el dominio italiano, en parte gracias a mejoras del sistema sanitario local y de la generalización del suministro de agua, pero a principios de 1943 empezó a manifestarse un pequeño apoyo a la guerrilla de Tito. 

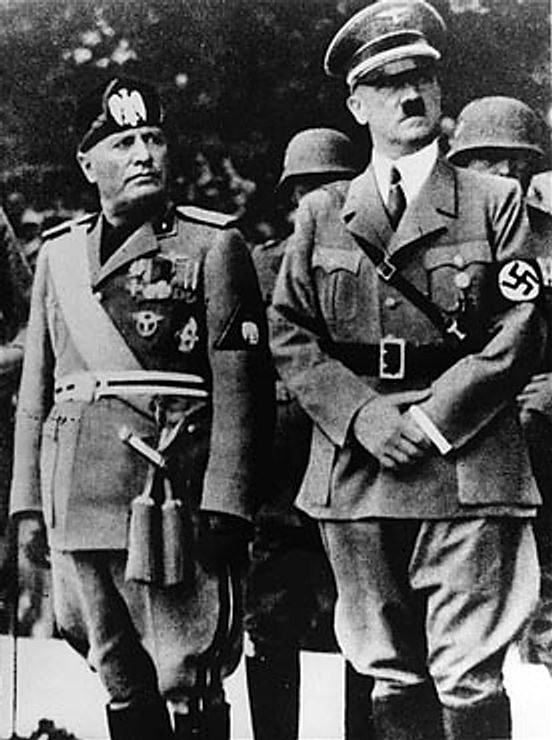
Mussolini con Adolf Hitler, en un desfile militar de mayo de 1941 en Múnich.

En septiembre de 1943, con la derrota de Italia en la Segunda Guerra Mundial, la parte italiana de Dalmacia —menos la ciudad de Zara— fue ocupada por los alemanes y entregada al Estado Independiente de Croacia de Pavelić, con consiguiente exterminio de la población judía local (que había sido parcialmente protegida hasta entonces por los italianos). El Governatorato di Dalmazia siguió funcionando –pero solamente desde el punto de vista formal– en la ciudad de Zara, hasta la ocupación de la ciudad por parte de Tito el 31 de octubre de 1944. 
Posteriormente (entre 1945 y 1953) Tito expulsó a casi todos los cincuenta mil dálmatas italianos de las áreas que fueron la Gobernación de Dalmacia. Actualmente quedan solamente trescientos italianos en Croacia y quinientos en Montenegro.

## Gobernadores de la Dalmacia italiana
- Athos Bartolucci (abril - junio 1941)
- Giuseppe Bastianini (junio 1941 - febrero 1943)
- Francesco Giunta (febrero- septiembre 1943)